# Rolf Langebartels
Rolf Langebartels (* 16. Mai 1941 in Mirow in Mecklenburg; † 16. Januar 2024 in Berlin) war ein deutscher bildender Künstler, der in den Bereichen Fotografie, Kinetische Kunst und Klangkunst arbeitete. Seit 1961 lebte er in Berlin.

## Werdegang
Nach einem Studium des Theoretischen Maschinenbaus an der Technischen Universität Berlin promovierte er dort 1974 im Fachbereich Kybernetik zum Dr. Ing. Seit 1977 war er als Künstler tätig. Seit 1978 sind seine Arbeiten in zahlreichen Gruppenausstellungen und Einzelausstellungen gezeigt worden. Rolf Langebartels war Mitglied im Internationalen Künstler Gremium und Mitglied der Freien Akademie der Künste Mannheim.

## Künstler
Neben seinen photographischen Arbeiten befasste sich Rolf Langebartels vor allem mit Installationen und Gleichgewichtsskulpturen. In den letzten Jahren konzentrierte sich sein Interesse auf plastische Arbeiten mit Klang: Tischkonzert mit Personal Computer, Klanginstallationen und Konzerte raumbezogener Musik auf der Basis von elektroakustischem Feedback (Seilbahnmusik). Seine Skulpturen, Performances und Konzerte in dem Bereich der Klangkunst oder Audio Art wurden in Deutschland und anderen europäischen Ländern auf vielen Festivals präsentiert.
Auswahl:
- Apollohuis, Eindhoven, Niederlande 1986[5]
- Gesellschaft für Aktuelle Kunst, Bremen 1987[6]
- Akumulatory 2 Gallery, Poznań, Polen 1990[7]
- Künstlerhaus Plüschow, Mecklenburg 1992[8]
- International Artists' Center, Poznań, Polen 1996[9]
- Audio Art Festival, Kraków, Polen 1997[10]
- NY, Raum für Kunst und Neue Musik, Berlin 1998[11]
- Kästrich, Mainz 1999[12]
- Experimentelle Musik, München 2000[13]
- Treibsand, Staatliches Museum Schwerin, Schwerin 2004[14]
- Festival Avantgarde Tirol, Seefeld und Innsbruck, Österreich 2006[15]

## Kurator
Rolf Langebartels gründete 1978 die Galerie Giannozzo in Berlin als Non-Profit-Galerie. 1986 wurde diese Galerie in den Kunstverein Giannozzo umgewandelt, dessen Geschäftsführer und künstlerischer Leiter er bis 2007 war.
Rolf Langebartels war aktiv tätig als Kurator und Veranstalter von Ausstellungen und Festivals im Bereich der Klang- und Performance (Kunst).
Auswahl:
- Klang als Objekt, 1984[16]
- Giannozzo LIVE Festivals, 1990 bis 1994[17]
- Baitz mit Klang, 1996[18]

Weiter organisierte er Symposien zu theoretischen Aspekten aktueller Kunst und Musik, z. B. das Symposium Feedback, Das Phänomen der Rückkopplung in Wissenschaft und Kunst, das 1994 in Kloster Plasy, Pilsen, Tschechien stattfand.

## Autor
Er hat Texte zur Theorie von künstlerischen Arbeiten mit Klang und zu den Grundlagen der Klangkunst publiziert.
Auswahl:
- Plastische Arbeiten mit Klang und ein anderes Musikhören, 1987[19]
- Ereignisse in Raum, Zeit und Situation bei Giannozzo, 2003[20]

## Herausgeber
Rolf Langebartels gab seit 1981 die Edition Giannozzo Berlin heraus, in der er Bücher, Künstlerbücher, Audiokassetten und Schallplatten publizierte. Es erschienen insgesamt 58 Werke.
Auswahl:
- Rolf Julius, Walzer für ein Dreieck, 1982[21]
- Bill Fontana, Klang Recycling Skulptur, 1983[22]
- Takehisa Kosugi, Berlin Events, 1989[23]